# Poppy Harlow
Poppy Harlow (nacida como Katharine Julia Harlow; Minneapolis, Minnesota, 2 de mayo de 1982), es una periodista estadounidense, conocida por sus reportajes en CNN y Forbes.com. Es presentadora de CNN Newsroom y trabaja en la oficina de noticias de CNN en Nueva York. Anteriormente fue corresponsal de negocios en CNN, CNN International y HLN; presentadora de CNNMoney.com, reportera y productora de Forbes.com Video Network. También es presentadora de relevo de lunes a viernes para el programa de noticias matutino New Day de CNN.

## Biografía
Harlow nació y creció en Minneapolis, Minnesota. Su padre, el abogado James Lee Harlow, falleció cuando ella tenía 15 años. Su madre es Mary Louise Baird.
Harlow se graduó de The Blake School, una escuela preparatoria universitaria mixta privada en Minneapolis, en el 2001. Luego se graduó en mención magna cum laude, Phi Beta Kappa, de la Universidad de Columbia, con una licenciatura en Ciencias Políticas y Estudios del Medio Oriente. El apodo de Harlow, "Poppy", es un apodo de la infancia de la ya quedó parte de su vida.

## Carrera
Después de hacer una pasantía en CBS mientras estaba en la universidad, Harlow continuó trabajando para CBS MarketWatch y como asistente de producción para CBS Newspath después de graduarse. Luego se convirtió en presentadora y reportera de la edición local de NY1 News. Mientras estuvo en NY1, sus noticias cubrieron Staten Island y Nueva Jersey, incluidos informes sobre política local, economía y eventos culturales locales.
En septiembre del 2007, Harlow fue contratada por Forbes.com Video Network, donde su área de cobertura se expandió a temas de moda, entretenimiento y negocios.
Harlow se unió a CNN en el 2008 y se desempeñó como presentadora de CNNMoney.com y reportó para CNN, CNN International y HLN. Fue nombrada corresponsal de CNN en Nueva York en abril del 2012. Ganó el premio Gracie al mejor programa o artículo de investigación en línea y el premio Best in Business de SABEW.

En el 2013, mientras informaba sobre la condena de dos jugadores de fútbol americano de secundaria de Steubenville, Ohio, por la violación de una joven de 16 años, Harlow afirmó que era "increíblemente difícil, incluso para un extraño como yo, ver lo que sucedió como estos dos jóvenes que tenían un futuro tan prometedor, estrellas del fútbol americano, muy buenos estudiantes, literalmente vieron cómo creían que sus vidas se desmoronaban... [Ma'lik Richmond] colapsó [y le dijo a su abogado]: 'Mi vida ha terminado. Nadie me va a querer ahora'”. Esta aparente expresión de simpatía por los violadores provocó críticas generalizadas. Una petición que solicita que CNN se disculpe al aire por simpatizar con los violadores de Steubenville recibió más de 250.000 firmas dos días después del informe de CNN.
Harlow también reemplaza a Richard Quest en CNN International de forma esporádica.
El 28 de diciembre del 2015, Harlow se desmayó brevemente mientras se transmitía en vivo desde el escritorio del presentador. Pronto reapareció al  aire y dijo que tenía un poco de calor y que estaba bien. Más tarde tuiteó desde el hospital que ella y su hija por nacer estaban bien de salud.
El 6 de febrero del 2017, Harlow y Jim Sciutto asumieron como los nuevos copresentadores de CNN Newsroom de las 9 a las 11 de la mañana(tiempo del este de los Estados Unidos). todas las mañanas debido al traslado de Carol Costello a HLN. Actualmente trabaja como presentadora suplente en CNN.
El 15 de septiembre del 2022, se anunció que Harlow copresentará el nuevo programa matutino renovado de CNN con Don Lemon y Kaitlan Collins a finales de este año, por lo que tendrá que renunciar a su espacio de CNN Newsroom, hasta encontrar a su sustituto.

## Vida personal
Harlow es casada con Sinisa Babcic. La pareja tiene dos hijos; una hija nacida en abril del 2016 y un hijo nacido en febrero del 2018.